# Armeense Voetbalacademie
De Armeense Voetbalacademie (Armeens : Երևանի ֆուտբոլի ակադեմիայի մարզադաշտ) is een complex van negen trainingsvelden, 4 tennisbanen, een indoorsporthal en twee zwembaden. Het complex wordt gebruikt door de nationale jeugdselecties van Armenië. Het complex staat in de hoofdstad Jerevan.

## Voetbal
Het voetbalstadion werd in april 2013 in gebruik genomen, de eerste wedstrijd die er werd gespeeld ging tussen Banants-2 en Pjoenik-2. De vaste bespeler van het stadion is Pjoenik Jerevan, dat uitkomt in de hoogste Armeense voetbalcompetitie.